# Günther Platter
Günther Platter (Zams, 1954. június 7. –) osztrák politikus,  2008 és 2022 között Tirol kormányzója (Landeshauptmann) volt.

## Életpályája
1989 áprilisától 2000 novemberéig Zams polgármestere volt.
1994 és 2003 között a Nemzeti Tanács (Nationalrat) képviselője volt, majd szövetségi miniszter.
Platter 1978 óta házas, és két felnőtt fia van.

## Fordítás
- Ez a szócikk részben vagy egészben  a    Günther Platter című angol Wikipédia-szócikk fordításán alapul.  Az eredeti cikk szerkesztőit annak laptörténete sorolja fel. Ez a jelzés csupán a megfogalmazás eredetét és a szerzői jogokat jelzi, nem szolgál a cikkben szereplő információk forrásmegjelöléseként.